# Vilém Müller
Vilém Müller (9. září 1921 Praha – 8. září 2005 Kutná Hora) byl český katolický kněz, dlouholetý administrátor arciděkanství Kutná Hora a vikář.

## Život
Narodil se v Praze. Po absolvování teologického studia a formace byl královéhradeckým biskupem Mořicem Píchou 29. června 1947 vysvěcen na kněze. Ihned po vysvěcení byl ustanoven jako farní vikář v Kutné Hoře. Zde zažil únor 1948. Byl svědkem zrušení kutnohorského kláštera a gymnázia sester voršilek a jejich odvezení do internace. V roce 1951 převzal místo administrátora arciděkanství po nemocném arciděkanu Kohelovi. Po celou dobu svého působení se věnoval opravám církevních objektů.
V letech 1950-1951 byl pod jeho dohledem opraven hřbitovní kostel Všech svatých. Mezi roky 1952-1959 proběhla generální oprava kostela Panny Marie Na Náměti. Nechal také vytvořit novou křížovou cestu ve farním kostele sv. Jakuba Staršího. Tam také pokřtil budoucího kněze Yvo Josefa Ryndu, jehož byl kmotrem. V obdobích po liturgických reformách druhého vatikánského koncilu začal v polovině šedesátých let budovat v kostelích obětní stoly a přizpůsobovat posvátné prostory, liturgii i pastorační přístup novému církevnímu duchu. Zasazoval se též o kvalitní chrámovou i koncertní hudbu, díky čemuž byl znám a ceněn i v širokém okolí Kutné Hory.[zdroj⁠?!]
Vzhledem k jeho diplomatické a nekonfliktní povaze se mu podařilo udržovat dobré vztahy s církevním tajemníkem i komunistickým vedením města.[zdroj⁠?!] Díky tomu byly možné nejen opravy chrámů, ale také udržení živé farnosti. Za jeho působení se tak podařilo udržet setkávání ministrantů, založení schol v Kutné Hoře a v Gruntě, kde později fungoval skautský oddíl, a každoročně uspořádat i eucharistický průvod na slavnost Těla a Krve Páně.
V roce 1985 odešel do Zbraslavic a Bohdanče, kde ještě v důchodovém věku 10 let pokračoval v kněžské službě. Umřel 8. září 2005 v Kutné Hoře. Pohřební mši celebroval biskup Josef Kajnek 15. září v arciděkanském kostele sv. Jakuba, o jehož opravu se zasloužil. Byl uložen do kněžského hrobu na hřbitově v Kutné Hoře.